# 大山遼
大山 遼（おおやま はるか、2001年5月5日 - ）は、日本の女子バレーボール選手である。

## 来歴
岡山県玉野市出身。
就実高等学校では2019年全国高等学校総合体育大会（インターハイ）での優勝を経験し、2020年に筑波大学に進学。
2023年、FISUワールドユニバーシティゲームズ（2021成都）のユニバーシアード日本代表に選出。銀メダルを獲得した。
同年は筑波大学のキャプテンとしてチームを牽引し、12月の第70回全日本大学選手権大会（全日本インカレ）では決勝で東海大学を破りチーム4年ぶりの優勝に貢献。自身は最優秀選手賞とブロック賞を獲得した。同月、決勝戦で争った東海大学キャプテンの宮部愛芽世とともにJTマーヴェラスへの内定が発表された。2023-24レギュラーシーズンでの出場はなかったが、V CupでVリーグデビュー。
2024年に正式にJTに入団。6月に行われたV・サマーリーグでは最終戦で敗れ優勝は逃したが、自身はフレッシュスター賞を受賞した。
10月13日に行われた2024-25シーズンのチーム開幕戦である東レアローズ滋賀戦にスタメン出場し、SVリーグデビューを果たした。
2025年、ワールドユニバーシティゲームズ日本代表に選出され、2大会連続の銀メダルを獲得した。

## 球歴
- ユニバーシアード日本代表 - 2023年、2025年

## 所属チーム
- 就実中学校（2014-2017年）
- 就実高等学校（2017-2020年）
- 筑波大学（2020-2024年）
- 大阪マーヴェラス（2024年-）

## 受賞歴
- 2019年 - 全国高等学校総合体育大会 ベスト6・優秀選手
- 2021年 - 春季関東大学女子1部リーグ サーブ賞
- 2021年 - 第68回全日本インカレ サーブ賞
- 2023年 - 春季関東大学女子1部リーグ 優秀選手賞・スパイク賞
- 2023年 - 第42回東日本インカレ 敢闘選手賞・スパイク賞・ブロック賞・サーブ賞[12]
- 2023年 - 秋季関東大学女子1部リーグ 優秀選手賞・サーブ賞
- 2023年 - 第70回全日本インカレ 最優秀選手賞・ブロック賞
- 2024年 - V・サマーリーグ フレッシュスター賞